# Emil Bernstorff
Emil Bernstorff est un pilote automobile britannique d'origine danoise né le 7 juin 1993.

## Biographie
Emil Bernstorff est né le 7 juin 1993 de parents danois, sa famille est issue de la noblesse danoise et allemande depuis le XIVe siècle.

## Carrière
Emil a commencé en karting sur la piste de kart du circuit de Brooklands à l'âge de 8 ans et sa première course importante a eu lieu à l'âge de 10 ans au circuit de Esher (Surrey). Il a réussi sa carrière en karting où il a obtenu deux titres de vice champion au niveau national.
Après une année sabbatique, il passe en Formule Ford britannique en 2010.
Emil est rapidement devenu l'un des pilotes les plus rapides de Formule Ford en faisant pas moins de six meilleurs tours dont 2 records du tour et 3 podiums, il finit 7e pour sa première saison.
Il passe en 2011 en ADAC Formel Masters et aurait pu remporter le titre si un problème électrique sur sa monoplace ne l'avait pas contraint à l'abandon à 4 minutes de la fin de la dernière course de la saison.
Il est engagé en Formule 3 Euro Series en 2012 avec l'équipe Ma-con Motorsport.